# WWE Performance Center
WWE Performance Center é um grupo de escolas de luta livre profissional de propriedade da WWE. Eles servem como uma instalação de treinamento e testes para talentos da WWE, e também possuem instalações de ciências do esporte e médicas. Atualmente, a WWE opera duas localizações do Performance Center, com a primeira inaugurada em Orlando, Flórida, em 11 de julho de 2013, substituindo a instalação de treinamento do antigo território de desenvolvimento da WWE, a Florida Championship Wrestling (FCW). Uma segunda unidade foi inaugurada em 11 de janeiro de 2019, em Enfield, Londres.
O Performance Center em Orlando temporariamente se tornou a arena principal das marcas Raw e SmackDown da WWE em março de 2020 devido à pandemia de COVID-19, com seus programas de televisão Monday Night Raw, Friday Night Smackdown, 205 Live e Main Event, além dos eventos pay-per-view da WWE (incluindo a WrestleMania 36), sendo gravados em um estúdio no Performance Center sem público. Em agosto de 2020, a WWE transferiu as produções fechadas do Raw e SmackDown para um ambiente de arena denominado "ThunderDome" — que utilizava uma produção de maior escala, mais alinhada com seus shows em turnê, mas com um público virtual.
O NXT e o 205 Live foram posteriormente transferidos para o Performance Center em outubro de 2020, com o NXT deixando sua antiga casa na Full Sail University. O principal estúdio foi reformulado como o "Capitol Wrestling Center" (CWC) para se adequar ao visual e ao estilo dos programas do NXT. Ao contrário da estadia do Raw e do SmackDown no Performance Center, a mudança do NXT foi permanente, e a maioria das restrições da COVID-19 foi removida em junho de 2021. O nome CWC foi abandonado em setembro de 2021 como parte de um relançamento maior do NXT, que resultou em uma segunda reconfiguração da arena.

## História

### Instalações de treinamento
A instalação em Orlando cobre 26.000 pés quadrados (2.400 m²) e inclui sete ringues de treinamento (incluindo um ringue especial com acolchoamento para movimentos de alta acrobacia), um programa de força e condicionamento, instalações de edição e produção, incluindo uma câmera de ultra-lenta, e uma sala de dublagem que os performers e locutores podem usar para praticar. A instalação foi inaugurada em 2013 e substituiu o centro de treinamento no antigo território de desenvolvimento da WWE, o Florida Championship Wrestling (FCW), que ficava em Tampa e servia como sede de desenvolvimento da WWE desde 2008.
O Performance Center treina cerca de 65 a 70 lutadores a qualquer momento. Os trainees têm uma variedade de níveis de experiência, desde iniciantes sem experiência prévia em luta livre até lutadores experientes do circuito independente. Os lutadores treinam para melhorar seu desempenho no ringue, força e condicionamento, além de trabalhar em seus personagens e personalidades. Futuros árbitros, anunciadores de ringue, comentaristas e entrevistadores de bastidores também treinam no Performance Center. Os trainees treinam em tempo integral, enquanto também se apresentam nos shows semanais do NXT e aparecem na televisão do NXT. Além disso, performers estabelecidos da WWE frequentemente utilizam a instalação para treinamento e reabilitação de lesões, enquanto orientam os novos trainees.
O Performance Center utiliza ex-lutadores como treinadores. O treinador principal inaugural foi Bill DeMott, que deixou a empresa em 2015 e foi substituído por Matt Bloom. Outros treinadores incluem Sara Amato, Robbie Brookside, Norman Smiley, Adam Pearce, Mike Quackenbush, Ace Steel, Scotty 2 Hotty e Sarah Stock. Dusty Rhodes foi responsável pelo desenvolvimento das habilidades de microfone e das personas de luta dos trainees até sua morte em 2015. O Performance Center também conta com treinadores convidados, incluindo Kevin Nash.
Além de treinar performers contratados, o Performance Center também é regularmente utilizado para tryouts (testes) que funcionam com base em convites, e incluem atletas de uma ampla variedade de origens, como lutadores profissionais estabelecidos, tanto nacionais quanto internacionais, lutadores amadores, jogadores da NFL e da NCAA, além de indivíduos de diversos outros esportes e até de áreas não esportivas.
Um segundo Performance Center localizado na Grã-Bretanha foi inaugurado em Enfield, Londres, em 11 de janeiro de 2019. Em abril de 2019, a WWE anunciou planos para abrir centros adicionais de treinamento na Índia e na China.

### Uso como arena principal
Em 12 de março de 2020, a WWE anunciou que, devido à pandemia de COVID-19 (que resultou na suspensão de várias ligas esportivas profissionais), os episódios ao vivo do Raw e SmackDown seriam transmitidos a partir do Performance Center, sem público, até novo aviso, começando com o episódio do SmackDown no dia seguinte. A empresa já havia começado a filmar episódios do NXT sem público na Full Sail University no dia anterior, embora o episódio de 11 de março tenha sido filmado no Performance Center e tenha sido o último show produzido com uma audiência pagante ao vivo. Em 16 de março, foi anunciado que a WrestleMania 36, prevista para ocorrer em 5 de abril e originalmente agendada para o Raymond James Stadium em Tampa, Flórida, seria transferido para o Performance Center, novamente sem público, e seria expandido para duas noites, acontecendo no sábado, 4 de abril, e no domingo, 5 de abril.
O Performance Center continuou a sediar episódios do Raw, SmackDown, 205 Live e Main Event, além dos pay-per-views Money in the Bank, Backlash, e The Horror Show at Extreme Rules, antes que os shows e pay-per-views se movessem para o novo palco em maior escala do "ThunderDome" (sob restrições semelhantes, mas com uma audiência virtual em telas de fita) no Amway Center em Orlando, começando com o SmackDown de 21 de agosto e o SummerSlam daquele final de semana. Em dezembro, o ThunderDome foi transferido para o Tropicana Field em St. Petersburg, Flórida, antes de se mudar para o Yuengling Center em Tampa em abril de 2021, e sendo descontinuado completamente em julho de 2021 com a retomada dos shows em turnê.

#### Mudança do NXT para o Performance Center
Em outubro de 2020, começando com o NXT TakeOver 31, o NXT e o 205 Live se mudaram para o Performance Center (vindo da Full Sail University e do ThunderDome no Amway Center, respectivamente, já que o 205 Live estava sendo absorvido pelo NXT), usando uma versão reformulada da arena principal da instalação, que passou a ser chamada de "Capitol Wrestling Center" — uma homenagem à predecessora da WWE, a Capitol Wrestling Corporation. A arena foi projetada para refletir o visual e a atmosfera do programa NXT, com uma audiência virtual semelhante à do ThunderDome em uma tela de LED no estúdio, e áreas para um número limitado de espectadores presenciais, separadas por paredes de plexiglass decoradas com cercas de arame.
Para o TakeOver: Stand & Deliver em abril de 2021, as divisórias de parede de plexiglass foram removidas e a capacidade de público ao vivo foi aumentada. O TakeOver: In Your House em junho levantou quase todos os protocolos da COVID-19, expandindo sua capacidade de assentos para cerca de 300, removendo os requisitos de uso de máscaras e a audiência virtual. Enquanto Raw e SmackDown retomaram uma programação de turnê ao vivo em meados de julho, a mudança do NXT para o Performance Center foi permanente. Em 14 de setembro de 2021, a arena recebeu um novo design de cenário como parte do relançamento do "NXT 2.0"; o nome Capitol Wrestling Center foi abandonado nessa ocasião.

#### Eventos realizados
A seguir estão os eventos que foram realizados no Performance Center enquanto era usado como arena:
| Programas de televisão semanais                      | Programas de televisão semanais                                                                        |
| Show                                                 | Datas                                                                                                  |
| ---------------------------------------------------- | --- |
| SmackDown                                            | 13 de março de 2020 – 14 de agosto de 2020                                                             |
| 205 Live                                             | 13 de março de 2020 – 14 de agosto de 2020; 9 de outubro de 2020 – 11 de fevereiro de 2022             |
| Raw                                                  | 16 de março de 2020 – 17 de agosto de 2020                                                             |
| Main Event                                           | 16 de março de 2020 – 17 de agosto de 2020 (transmitido em 19 de março de 2020 – 20 de agosto de 2020) |
| NXT (NXT 2.0 de setembro de 2021 a setembro de 2022) | 7 de outubro de 2020 – 24 de setembro de 2024, 15 de outubro de 2024 — presente                        |
| NXT Level Up                                         | 18 de fevereiro de 2022 – presente                                                                     |
| Especiais de televisão                               | |
| Show                                                 | Data                                                                                                   |
| NXT: Halloween Havoc                                 | 28 de outubro de 2020                                                                                  |
| NXT: A Very Gargano Christmas Special                | 23 de dezembro de 2020                                                                                 |
| 2020 NXT Year-End Awards                             | 30 de dezembro de 2020                                                                                 |
| NXT: New Year's Evil                                 | 6 de janeiro de 2021                                                                                   |
| NXT's move to Tuesday                                | 13 de abril de 2021                                                                                    |
| NXT: The Great American Bash                         | 6 de julho de 2021                                                                                     |
| NXT 2.0: Halloween Havoc                             | 26 de outubro de 2021                                                                                  |
| NXT 2.0: New Year's Evil                             | 4 de janeiro de 2022                                                                                   |
| NXT 2.0: Vengeance Day                               | 15 de fevereiro de 2022                                                                                |
| NXT 2.0: Roadblock                                   | 8 de março de 2022                                                                                     |
| NXT 2.0: Spring Breakin'                             | 3 de maio de 2022                                                                                      |
| NXT 2.0: The Great American Bash                     | 5 de julho de 2022                                                                                     |
| NXT 2.0: Heatwave                                    | 16 de agosto de 2022                                                                                   |
| NXT: New Year's Evil                                 | 10 de janeiro de 2023                                                                                  |
| NXT: Roadblock                                       | 7 de março de 2023                                                                                     |
| NXT: Spring Breakin'                                 | 25 de abril de 2023                                                                                    |
| NXT: Gold Rush                                       | 20 e 27 de junho de 2023                                                                               |
| NXT: Heatwave                                        | 22 de agosto de 2023                                                                                   |
| NXT: Halloween Havoc                                 | 24 e 31 de outubro de 2023                                                                             |
| NXT: New Year's Evil                                 | 2 de janeiro de 2024                                                                                   |
| NXT: Roadblock                                       | 5 de março de 2024                                                                                     |
| NXT: Spring Breakin'                                 | 23 e 30 de abril de 2024                                                                               |
| NXT: The Great American Bash                         | 30 de julho e 6 de agosto de 2024                                                                      |
| Eventos pay-per-view e WWE Network                   | |
| Evento                                               | Datas                                                                                                  |
| WrestleMania 36                                      | 25 e 26 de março de 2020 (transmitido em 4 e 5 de abril de 2020)                                       |
| Money in the Bank                                    | 10 de maio de 2020                                                                                     |
| Backlash                                             | 14 de junho de 2020                                                                                    |
| The Horror Show at Extreme Rules                     | 19 de julho de 2020                                                                                    |
| NXT TakeOver 31                                      | 4 de outubro de 2020                                                                                   |
| NXT TakeOver: WarGames                               | 6 de dezembro de 2020                                                                                  |
| NXT TakeOver: Vengeance Day                          | 14 de fevereiro de 2021                                                                                |
| NXT TakeOver: Stand & Deliver                        | 7 e 8 de abril de 2021                                                                                 |
| NXT TakeOver: In Your House                          | 13 de junho de 2021                                                                                    |
| NXT TakeOver 36                                      | 22 de agosto de 2021                                                                                   |
| NXT WarGames                                         | 5 de dezembro de 2021                                                                                  |
| NXT In Your House                                    | 4 de junho de 2022                                                                                     |
| Worlds Collide                                       | 4 de setembro de 2022                                                                                  |
| NXT Halloween Havoc                                  | 22 de outubro de 2022                                                                                  |
| NXT Deadline                                         | 10 de dezembro de 2022                                                                                 |